# The Next Man
The Next Man (El siguiente hombre en español) es una película de 1976 protagonizada por Sean Connery.

## Argumento
La película se desarrolla durante el embargo petrolero árabe de 1976. Khalil Abdull-Muhsen (Connery), es el ministro saudí de Estado que se propone reconocer a Israel, y vender petróleo saudita a naciones necesitadas. El objeto de su plan es proteger a las naciones del tercer mundo de la amenaza de la ideología de la guerra fría. Sin embargo, encuentra pocos amigos muy pronto los intentos de asesinato contra objetivos múltiples de los grupos terroristas árabes.
Envían a Nicole Scott (Cornelia Sharpe) para infiltrarse en comitiva de  Adull-Mushan de, seducirlo y esperar instrucciones. Sin embargo, desarrolla fuertes sentimientos por él, en realidad, y la finalización del plan se pone en peligro.

## Elenco
- Sean Connery es Khalil Abdul-Muhsen.
- Cornelia Sharpe es Nicole Scott.
- Albert Paulsen es Hamid.
- Adolfo Celi es Al Sharif.
- Marco St. John es Justin.
- Ted Beniades es Frank Dedario.
- Charles Cioffi es Fouad.

## Enlaces
- The Next Man en Internet Movie Database (en inglés).

- Datos: Q296732